# دووریشته (گولوباتس)
دووریشته (به صربی: Dvorište) یک منطقهٔ مسکونی در صربستان است که در گولوباک واقع شده‌است. دووریشته ۳۰۵ نفر جمعیت دارد.